# الجريمة في جمهورية التشيك

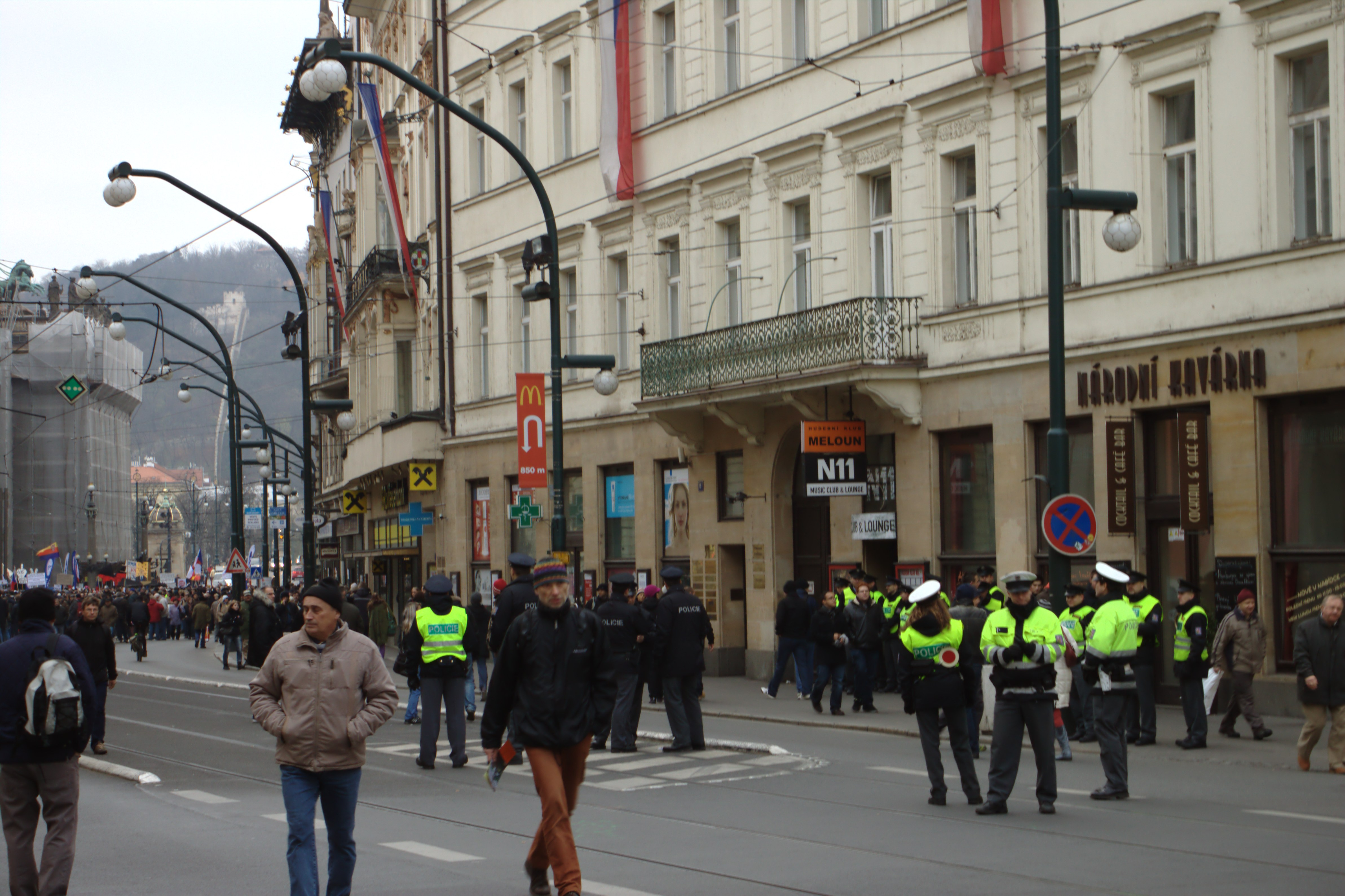
الشرطة التشيكية في أحد شوارع براغ.

يتم مكافحة الجريمة في جمهورية التشيك من قبل الشرطة التشيكية وغيرها من الوكالات.

## الجريمة حسب النوع

### قتل
في عام 2012, بلغ معدل القتل في جمهورية التشيك 1.0 لكل 100,000 نسمة. كان هناك ما مجموعه 105 جريمة قتل في جمهورية التشيك في عام 2012.

### سرقة
سرقات السيارات والسرقات شائعة في جمهورية التشيك، وخاصة في المدن الكبرى. يمثل اختيار سيارات الجيب مشكلة كبيرة في جمهورية التشيك، لا سيما في الأماكن السياحية المزدحمة.

### فساد
يعد الفساد السياسي (خاصة الرشوة) والسرقة من أكثر القضايا خطورة في جمهورية التشيك. تنتقد مجموعة الدول المناهضة للفساد بشكل رئيسي الافتقار إلى المراقبة الاستباقية للتمويل وتذكر أن آلية الإشراف الفعالة مفقودة.
أظهر استطلاع أجرته منظمة الشفافية الدولية في عام 2009 أن أقل من 1 من كل 10 مشاركين وجدوا أن جهود مكافحة الفساد التي تبذلها حكومتهم فعالة. في عام 2010, أجاب 44٪ من الناس بأن الفساد في ازدياد.

### الهجمات الإرهابية
في كانون الثاني 2019, سُجن المتقاعد التشيكي جارومير بالدا، البالغ من العمر 71 عامًا، لمدة أربع سنوات بتهمة الإرهاب بعد أن قطع الأشجار لإغلاق خطوط السكك الحديدية من أجل التظاهر بمسؤولية الإسلاميين. وكان قد غادر رسائل في مكان الحادث قائلا «الله أكبر».